# Lăpuș
Lăpuș (in ungherese Oláhlápos) è un comune della Romania di 3 899 abitanti, ubicato nel distretto di Maramureș, nella regione storica della Transilvania. 
L'esistenza dell'abitato di Lăpuș è attestata per la prima volta con il nome di Dragosfálva in un documento del 1293 con il quale il Re d'Ungheria ne dona il dominio ad un certo Tomaj Dénes, appartenente alla popolazione dei Peceneghi; sono state tuttavia trovate tracce di insediamenti più antichi, risalenti all'Età del bronzo.
Tra i monumenti del comune sono da segnalare la chiesa ortodossa e soprattutto la chiesa lignea dedicata all'Assunzione di Maria (Nașterea Maicii Domnului), costruita nel 1697 ed interamente restaurata tra il 2002 ed il 2004.

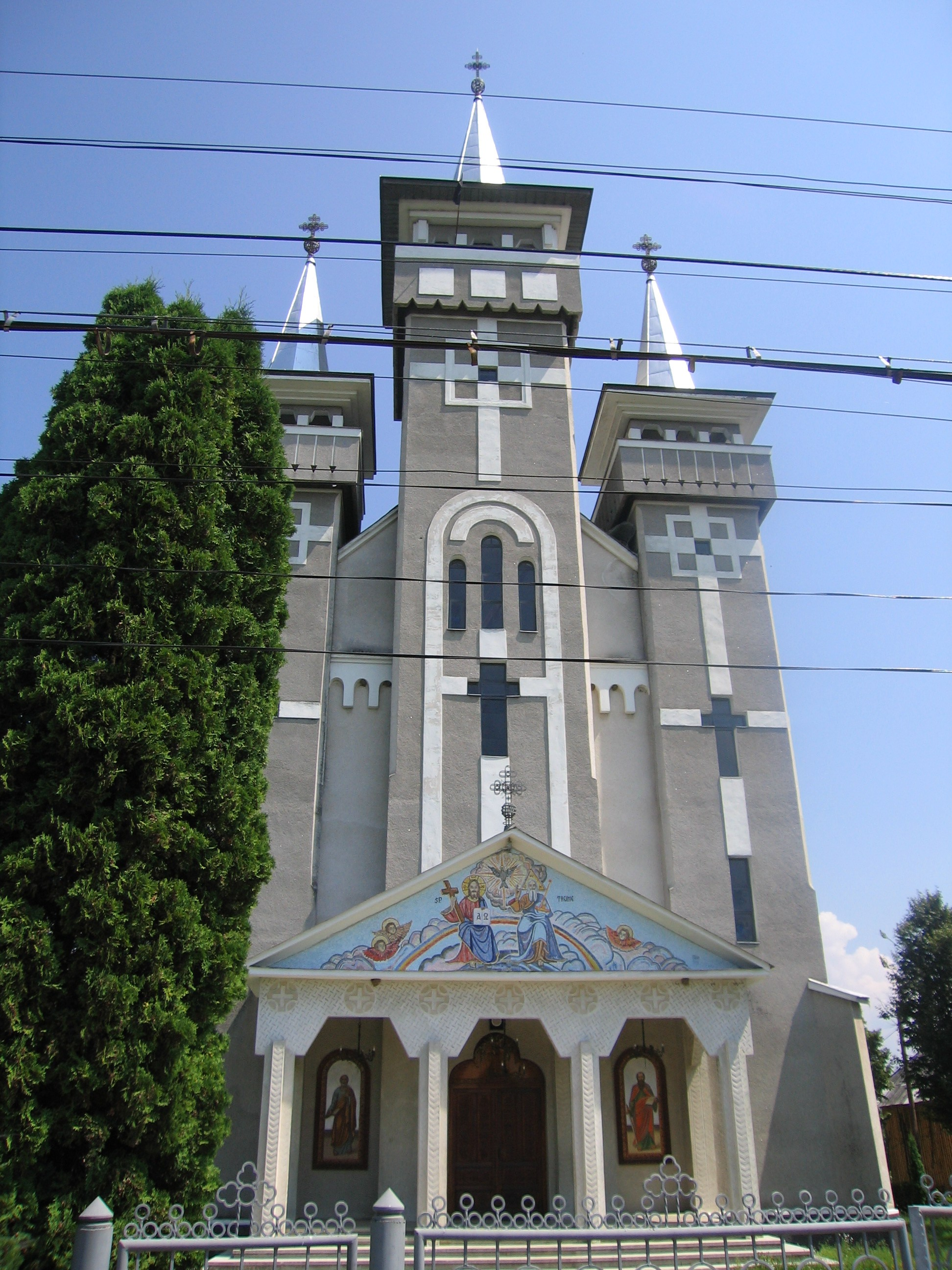
La chiesa ortodossa